# Светуше
Светуше (слч. Svätuše) насељено је мјесто са административним статусом сеоске општине (слч. obec) у округу Требишов, у Кошичком крају, Словачка Република.

## Становништво
| Година:    | 1994. | 2004.   | 2014.   | 2024.   |
| ---------- | ----- | ------- | ------- | ------- |
| Број људи: | 907   | 901     | 828     | 810     |
| Разлика:   |       | -0,66 % | -8,10 % | -2,17 % |

| Година:    | 2023. | 2024.   |
| ---------- | ----- | ------- |
| Број људи: | 799   | 810     |
| Разлика:   |       | +1,37 % |

Према подацима о броју становника из 2011. године насеље је имало 838 становника.